# Kristy Wu
Kristy Wu est une actrice américaine d'origine chinoise née le 11 octobre 1982 à Los Angeles.

## Biographie
Elle a tenu son premier rôle important dans la dernière saison de la série Buffy contre les vampires et a fait partie de la distribution principale de la série Le Crash du vol 29.

## Filmographie
- 1999 : Drive Me Crazy : Liz
- 1999 : Moesha (saison 5, épisode 6) : Lisa
- 2000 : What's Cooking? : Jenny Nguyen
- 2003 : Buffy contre les vampires (6 épisodes dans la saison 7) : Chao-Ahn
- 2004 : Le Monde de Joan (saison 2, épisode 5) : Annie
- 2005 : Cry Wolf : Regina
- 2005 à 2007 : Le Crash du vol 29 (27 épisodes) : Melissa
- 2006 : Les Sorcières d'Halloween 4 (téléfilm) : Scarlet Sinister
- 2007 : Lions et Agneaux : l'étudiante
- 2012 : Mentalist (saison 4, épisode 12) : Janpen
- 2012 : End of Watch : Sook
- 2012 : Elementary (saison 1 épisode 9) : Jun Annunzio
- 2014 : La Légende de Korra (6 épisodes) : P'Li (voix)
- 2015 : Transformers Robots in Disguise : Mission secrète (3 épisodes) : Windblade (voix)
- 2017 : Valérian et la Cité des mille planètes, réalisé par Luc Besson